# Claude Marin
Pour les articles homonymes, voir Marin.
Claude Marin est un auteur de bande dessinée né le 30 mars 1931 et mort le 31 août 2001 en France.

## Biographie
À 14 ans, il commence sa carrière sous l'aile de Marijac. Celui-ci le fait entrer dans le journal qu'il vient de créer, Coq hardi. Son premier travail est d'illustrer la série Rouletabosse Reporter scénarisée par son créateur Marijac. Pendant près de 20 ans, il animera de nombreux personnages, le plus connu étant  le père Noël. À la fois à l'aise dans le style réaliste et comique, il réalise bon nombre d'illustrations pour le magazine flamand Kleine Zondagsvriend durant les années 1950.
Au milieu des années 1960, il abandonne la bande dessinée pour être salarié dans la publicité pour des vêtements pour enfants. Cette parenthèse durera 10 ans. En 1976, il rencontre Greg qui l’incite à revenir à la BD en créant Frère Boudin pour Achille Talon magazine.
En 1979, poussé par Michel Mandry, il entre chez Disney en dessinant pour le Journal de Mickey les aventures de Mickey sur des scénarios de Corteggiani et de Dingo écrites entre autres par Michel Motti. Il dessine aussi en parallèle des illustrations, jeux et couverture pour Le Journal de Mickey et Mickey Parade. 
En 1986, il crée les Bébés Disney (Disney Babies), série traduite dans plusieurs langues (italien, allemand, japonais…) qui sera une des séries préférées des lecteurs durant les années 1980.
Claude Marin a dit « Travailler pour Disney était vraiment mon truc, je considère d’ailleurs que c’est ma meilleure période et elle a duré une vingtaine d’années » .
Le dessinateur Tranchand a été très influencé par les travaux de Claude Marin.

## Publications

### Ses séries les plus connues
- Le père Noël (scénario et dessin).
- Frère Boudin (avec Greg au scénario).
- Les bébés Disney (avec Bélom et Gégé au scénario)
- Eva, Noir et blanc dans "Frimousse n°7", éditions MCL, Mars-Avril 1973. 10 pages signées. Eva est une jeune fille qui vit à Paris chez son tonton et sa tata et qui vit des aventures comiques